# Mrtník
Mrtník település Csehországban, a Észak-plzeňi járásban. Mrtník Kaznějov, Bučí, Krašovice, Plasy és Loza településekkel határos. Lakosainak száma 344 fő (2024. január 1.).

## Népesség
A település lakosságának változását az alábbi diagram mutatja:
| Lakosok száma | 288  | 393  | 414  | 345  | 292  | 331  | 345  | 335  | 336  | 344  |
|               | 1869 | 1900 | 1921 | 1961 | 1980 | 2011 | 2016 | 2019 | 2021 | 2024 |